# Jacobs (fleuve)
Pour les articles homonymes, voir Jacobs.
Le Jacobs  (en anglais : Jacobs River ou rivière Makawhio) est un fleuve situé dans la région de la West Coast, dans l’Île du Sud de la Nouvelle-Zélande.

## Géographie
De sa source située à quelque 30 kilomètres au sud du glacier Fox près de « Fettes Peak » dans la chaîne de « Hooker Range », il s’écoule dans la direction de l’ouest pour entrer dans la mer de  Tasman près de  « Hunt's Beach ». Ses affluents comprennent « Jumbo Creek » et « Pavo Creek », juste en amont du pont où se trouve « Borat Flat ».